# Ван-Горн (Айова)
Ван-Горн (англ. Van Horne) — місто (англ. city) в США, в окрузі Бентон штату Айова. Населення — 774 особи (2020).

## Географія
Ван-Горн розташований за координатами 42°0′35″ пн. ш. 92°5′22″ зх. д. / 42.00972° пн. ш. 92.08944° зх. д. (42.009687, -92.089568).  За даними Бюро перепису населення США в 2010 році місто мало площу 1,63 км², уся площа — суходіл. В 2017 році площа становила 1,78 км², уся площа — суходіл.

## Демографія
Згідно з переписом 2010 року, у місті мешкали 682 особи в 297 домогосподарствах у складі 198 родин. Густота населення становила 418 осіб/км².  Було 322 помешкання (197/км²).
Расовий склад населення:
| - 99,0 % — білих - 0,3 % — корінних американців - 0,1 % — азіатів |

До двох чи більше рас належало 0,6 %. Частка іспаномовних становила 0,9 % від усіх жителів.
За віковим діапазоном населення розподілялося таким чином: 25,7 % — особи молодші 18 років, 57,7 % — особи у віці 18—64 років, 16,6 % — особи у віці 65 років та старші. Медіана віку мешканця становила 39,5 року. На 100 осіб жіночої статі у місті припадало 95,4 чоловіків;  на 100 жінок у віці від 18 років та старших — 88,5 чоловіків також старших 18 років.
Середній дохід на одне домашнє господарство  становив 59 315 доларів США (медіана — 50 000), а середній дохід на одну сім'ю — 68 131 долар (медіана — 60 875). За межею бідності перебувало 9,0 % осіб, у тому числі 10,9 % дітей у віці до 18 років та 15,7 % осіб у віці 65 років та старших.
Цивільне працевлаштоване населення становило 360 осіб. Основні галузі зайнятості: освіта, охорона здоров'я та соціальна допомога — 24,4 %, роздрібна торгівля — 16,1 %, виробництво — 15,0 %.